# The Book of Souls
The Book of Souls é o décimo sexto álbum de estúdio da banda de heavy metal britânica Iron Maiden, lançado em 4 de setembro de 2015. É o primeiro disco lançado pela Parlophone Records, gravadora com a qual a banda assinou após o fim da EMI Music em 2013, pela qual o Iron Maiden tinha lançado todos os seus álbuns até então. É, também, o primeiro registro do sexteto editado em disco duplo, sendo Kevin "Caveman" Shirley e Steve Harris os responsáveis pela produção. O álbum marca também a maior diferença de tempo entre dois lançamentos de álbuns de estúdio – cinco anos depois de The Final Frontier.
The Book Of Souls foi o quinto lançamento do Maiden a chegar ao primeiro lugar das paradas musicais inglesas, após The Number of the Beast (1982), Seventh Son of a Seventh Son (1988), Fear of the Dark (1992) e The Final Frontier (2010). Também ficou em primeiro lugar nas listas de vendas de outros 23 países, incluindo Brasil e Portugal.
No dia 14 de agosto de 2015, a banda divulgou o videoclipe do single "Speed of Light". Em 16 de abril de 2016 saiu outro single do disco, o da canção "Empire of the Clouds".
Através da The Book of Souls World Tour, a banda tocou em 35 países de cinco continentes em 2016, incluindo o Brasil. O grupo, sua tripulação e o equipamento foram transportados em um Boeing 747-400 personalizado, apelidado de "Ed Force One",  pilotado pelo vocalista Bruce Dickinson.

## Resumo
As intenções da banda de gravar seu décimo sexto disco foram reveladas primeiramente pelo vocalista  Bruce Dickinson em setembro de 2013, que imaginava um possível lançamento para 2015. O álbum foi gravado nos estúdios Guillaume Tell, em Paris, com o produtor  Kevin Shirley, de setembro a dezembro de 2014, como os últimos toques finalizados no início de 2015. Anteriormente, eles já haviam usado os estúdios para a gravação de Brave New World em 2000, com Dickinson afirmando que "o estúdio deixou memórias especiais em todos nós. Nós nos encantamos  em descobrir que a mesma vibe mágica ainda estava viva e muito forte lá!".  A banda originalmente planejou lançar o disco no início de 2015, mas adiaram para setembro devido ao tratamento de uma doença que Dickinson estava fazendo na época.
O título, a capa e a lista de faixas do álbum foram revelados em 18 de junho de 2015. Lançado pela Parlophone, esse foi o primeiro álbum de estúdio do  Iron Maiden a não ser lançado pela EMI, após ambas as companhias serem adquiridas pelo Warner Music Group em 2013.  Nos EUA, o álbum foi publicado pela Sanctuary Copyrights/BMG, após a compra da Sanctuary Records pela BMG, também em 2013. Em 14 de agosto, a banda divulgou um videoclipe da canção "Speed of Light", dirigido por Llexi Leon. Além disso, a canção foi simultaneamente disponibilizada como download digital e lançada como CD e faixa única via Best Buy nos EUA.
A capa de The Book of Souls apresenta a versão original do logotipo do Iron Maiden, que não era usado desde The X Factor, em 1995. O desenho da capa foi criado por Mark Wilkinson, que previamente havia feito para a banda as capas dos álbuns Live at Donington (versão remasterizada de 1998) e Best of the 'B' Sides (coletânea de 2002), e dos singles  "The Wicker Man" e "Out of the Silent Planet". De acordo com o baixista Steve Harris, a capa encaixa  com o tema da faixa-título – representando o mascote da banda, Eddie – que é baseada na civilização Maia, que "acreditava que as almas  continuavam a existir mesmo a pós a morte [do corpo humano]". Para certificar a precisão do desenho da capa, a banda consultou Simon Martin, estudioso dos maias, que também traduziu o título das faixas  para
hieróglifos. Embora não seja um álbum conceitual,  referências a almas são bem presentes no decorrer do CD, bem como reflexões  sobre a mortalidade em geral, com Harris explicando que "conforme você vai envelhecendo, você começa a pensar na sua própria morte e coisas assim".
Uma turnê de divulgação para o álbum foi adiada para o início de 2016 para que Dickinson pudesse recuperar-se totalmente de seu tratamento para o câncer. The Book of Souls World Tour foi iniciada  em fevereiro e teve shows realizados em 35 países ao longo das Américas do Sul e do Norte, Ásia, África e Europa. Ao fim de 2016, foram marcados mais shows para o ano de 2017.

## Recepção
| Críticas profissionais | Críticas profissionais |
| Pontuações agregadas   | Pontuações agregadas   |
| Fonte                  | Avaliação              |
| ---------------------- | ---------------------- |
| Metacritic             | 80/100                 |
| Avaliações da crítica  |                        |
| Fonte                  | Avaliação              |
| AllMusic               | [ 24 ]                 |
| Billboard              | [ 25 ]                 |
| Blabbermouth.net       | 9.5/10                 |
| The Guardian           | [ 27 ]                 |
| Kerrang!               | [ 28 ]                 |
| Metal Hammer           | 10/10                  |
| PopMatters             | [ 30 ]                 |
| Q                      | [ 31 ]                 |
| Sputnikmusic           | 4/5                    |
| Rolling Stone          | [ 33 ]                 |

The Book of Souls detém uma pontuação de 80/100 no site de pontuações agregadas Metacritic, indicando "aclamação universal".

### Reconhecimento
The Book of Souls recebeu o prêmio de Álbum do Ano em  2015 na Classic Rock Roll of Honour Awards e venceu na categoria  Melhor Álbum  Internacional no Bandit Rock Awards de  2016. Além disso, também foi citado em listas de melhores álbuns do ano das seguintes publicações:
| Publicação              | Lista/Título                                                       | Ano  | Classificação |
| ----------------------- | ------------------------------------------------------------------ | ---- | ------------- |
| Classic Rock            | 50 Melhores Álbuns de 2015                                         | 2015 | 1             |
| The Guardian            | Os Melhores Álbuns de 2015                                         | 2015 | 39            |
| Loudwire                | 20 Melhores Álbuns de Metal de 2015                                | 2015 | 1             |
| Loudwire                | 20 Melhores Canções de Metal de 2015 (para "Empire of the Clouds") | 2015 | 1             |
| Metal Hammer            | 2015: Um Ano no Metal - Votação dos Críticos                       | 2015 | 1             |
| Metal Hammer - Alemanha | Checagem de Som-Tops 2015                                          | 2015 | 2             |
| Ultimate Classic Rock   | Top 20 Álbuns de 2015                                              | 2015 | 2             |

### Número de vendas
O álbum foi um sucesso comercial, chegando ao 1º lugar de vendas  em 24 países, além de outros 19 territórios que não publicam mais o número de vendas de varejo. Foi a quinta gravação da banda a atingir o topo das paradas musicais britânicas,  com vendas acima de 60 mil unidades na primeira semana, superando a gravação anterior, The Final Frontier, que havia vendido 44 mil unidades e chegou na mesma posição. Nos Estados Unidos, The Book of Souls ficou em 4º lugar, sua melhor posição já registrada na Billboard 200, repetindo a posição de The Final Frontier, embora tenha vendido mais que o anterior, com vendas que ultrapassam 74 mil unidades. De acordo com a Billboard, isso marca a melhor semana de vendas do Iron Maiden em solo americano desde que o sistema  Nielsen SoundScan começou a operar em 1991. Até janeiro de 2016,  The Book of Souls já havia vendido 148 mil cópias nos EUA.

## Faixas
| Disco 1 |                            |                        |         |  |
| N.º     | Título                     | Compositor(es)         | Duração |  |
| 1.      | "If Eternity Should Fail"  | Bruce Dickinson        | 8:28    |  |
| 2.      | "Speed of Light"           | Adrian Smith/Dickinson | 5:01    |  |
| 3.      | "The Great Unknown"        | Smith/ Steve Harris    | 6:37    |  |
| 4.      | "The Red and the Black"    | Harris                 | 13:33   |  |
| 5.      | "When the River Runs Deep" | Smith/ Harris          | 5:52    |  |
| 6.      | "The Book of Souls"        | Janick Gers/ Harris    | 10:27   |  |

| Disco 2        |                         |                     |         |  |
| N.º            | Título                  | Compositor(es)      | Duração |  |
| 1.             | "Death or Glory"        | Smith/ Dickinson    | 5:13    |  |
| 2.             | "Shadows of the Valley" | Gers/ Harris        | 7:32    |  |
| 3.             | "Tears of a Clown"      | Smith/ Harris       | 4:59    |  |
| 4.             | "The Man of Sorrows"    | Dave Murray/ Harris | 6:28    |  |
| 5.             | "Empire of the Clouds"  | Dickinson           | 18:01   |  |
| Duração total: | Duração total:          | Duração total:      | 92:11   |  |

## Créditos
Todos os créditos de performances e produção correspondem às notas impressas no encarte do álbum.
| Iron Maiden - Bruce Dickinson – vocal, piano em "Empire of the Clouds" - Steve Harris – baixo, teclados, co-produção e segunda voz - Dave Murray – guitarra - Adrian Smith – guitarra e segunda voz - Janick Gers – guitarra - Nicko McBrain – bateria | Ficha técnica - Kevin Shirley – produção, mixagem - Denis Caribaux – engenharia - Michael Kenney – teclados - Jeff Bova – orquestração - Ade Emsley – masterização - Stuart Crouch – direção de arte, design - Mark Wilkinson – ilustrações de capa | - Anthony Dry – ilustrações de disco - Julie Wilkinson – desenho de códices maias - Simon Martin – desenho de hieróglifos maias - Jorge Letona – design de fontes maia - John McMurtrie – fotografia - Rod Smallwood – direção - Andy Taylor – direção - Dave Shack – direção |

## Desempenho comercial
| Listas de vendas (2015)                       | Posição |
| --------------------------------------------- | ------- |
| África do Sul (EMA)                           | 4       |
| Alemanha (Offizielle Deutsche Charts)         | 1       |
| Argentina (CAPIF)                             | 1       |
| Austrália (ARIA)                              | 2       |
| Áustria (Ö3 Austria Top 40)                   | 1       |
| Bélgica (Ultratop Flandres)                   | 1       |
| Bélgica (Ultratop Valônia)                    | 2       |
| Brasil (ABPD)                                 | 1       |
| Canadá (Billboard)                            | 2       |
| Colômbia                                      | 1       |
| Coreia do Sul (GAON)                          | 28      |
| Croácia (IFPI)                                | 1       |
| Dinamarca (Hitlisten)                         | 3       |
| Eslovênia (SloTop30)                          | 1       |
| Espanha (PROMUSICAE)                          | 1       |
| Estados Unidos (Billboard 200)                | 4       |
| Estados Unidos (Top Hard Rock Albums)         | 2       |
| Estados Unidos (Billboard Independent Albums) | 2       |
| Estados Unidos (Top Rock Albums)              | 2       |
| Estados Unidos (Top Tastemaker Albums)        | 1       |
| Finlândia (Suomen virallinen lista)           | 1       |
| França (SNEP)                                 | 2       |
| Grécia (IFPI)                                 | 1       |
| Hungria (MAHASZ)                              | 1       |
| Irlanda (IRMA)                                | 2       |
| Israel (Media Forest)                         | 1       |
| Itália (FIMI)                                 | 1       |
| Japão (Oricon)                                | 6       |
| México (Top 100 Mexico)                       | 1       |
| Nova Zelândia (RMNZ)                          | 2       |
| Noruega (VG-lista)                            | 1       |
| Países Baixos (Dutch Charts)                  | 1       |
| Polónia (ZPAV)                                | 1       |
| Portugal (AFP)                                | 1       |
| Reino Unido (Official Albums Chart)           | 1       |
| Reino Unido (Rock & Metal)                    | 1       |
| República Tcheca (ČNS IFPI)                   | 1       |
| Sérvia                                        | 1       |
| Suécia (Sverigetopplistan)                    | 1       |
| Suíça (Schweizer Hitparade)                   | 1       |
| Turquia (Turkish Music Charts)                | 3       |

| Listas de vendas (2015)       | Posição |
| ----------------------------- | ------- |
| Austrália (ARIA)              | 69      |
| Bélgica (Ultratop Flanders)   | 49      |
| Bélgica (Ultratop Wallonia)   | 84      |
| Croácia (HDU)                 | 1       |
| Países Baixos (MegaCharts)    | 49      |
| França (SNEP)                 | 74      |
| Alemanha (Offizielle Top 100) | 19      |
| Itália (FIMI)                 | 46      |
| Suíça (Schweizer Hitparade)   | 17      |
| Reino Unido (OCC)             | 57      |

| País        | Certificação | Vendas  |
| ----------- | ------------ | ------- |
| Alemanha    | Ouro         | 100.000 |
| Austrália   | Ouro         | 7.500   |
| Brasil      | Platina      | 40.000  |
| Canadá      | Ouro         | 40.000  |
| França      | Ouro         | 50.000  |
| Hungria     | Platina      | 6.000   |
| Itália      | Ouro         | 25.000  |
| Polónia     | Ouro         | 10.000  |
| Reino Unido | Ouro         | 100.000 |